# Baix-baríton
El baix-baríton és la veu masculina intermèdia entre la del baríton i la del baix. Aquest terme va aparèixer al segle xix per descriure el tipus de veu necessària per poder cantar tres papers escrits per Richard Wagner: l'Holandès de L'Holandès Errant, Wotan de L'Anell del Nibelung i Hans Sachs de Els mestres cantaires de Nuremberg.
El baix-baríton ha de ser capaç de cantar de forma còmoda en el rang central de baríton, però alhora tenir un greu poderós.

## Papers típics de baix-baríton
- L'Holandès de L'Holandès Errant (Richard Wagner)
- Wotan L'Anell del Nibelung (Richard Wagner)
- Hans Sachs de Els mestres cantaires de Nuremberg (Richard Wagner)
- Amfortas de Parsifal (Richard Wagner)
- Jochanaan de Salome (Richard Strauss)
- Borís de Borís Godunov (Modest Mússorgski)

## Baix-barítons famosos
- Theo Adam
- Simon Estes
- Hans Hotter
- George London
- James Morris
- Thomas Quasthoff
- Friedrich Schorr
- José van Dam
- Bryn Terfel